# Infanterie-Maschinengewehr DP
Das Infanterie-MG DP (russisch Дегтярёв пехотный, Degtjarjow Pechotnij: Infanterie-Degtjarjow) ist ein leichtes sowjetisches Maschinengewehr.

## Entwicklung
Konstruiert wurde das MG von einem Kollektiv unter der Leitung von Wladimir Grigorjewitsch Fjodorow und Wassili Alexejewitsch Degtjarjow in der Instrumentenfabrik Nr. 2 in Kowrow. Grund für die Entwicklung war die Verbesserung und Vereinheitlichung der Ausrüstung der sowjetischen Armee. Die erste Versuchswaffe 1923 besaß noch Gurtzuführung und Räder. Die nächste Ausführung hatte Tellermagazin und Zweibein; Diese wurde dann sorgfältig in der Truppe erprobt. 1927 bewies das DP im Vergleichsschießen zum MG 13 (Dreyse) und dem Maxim-Tokarew seine Qualitäten. Es wurde als Modell DP 1928 bei der Roten Armee eingeführt. Da die Konstruktion noch einige Probleme aufwies (die Truppen bemängelten unter anderem, das Zweibein sei zu instabil, der Laufwechsel zu kompliziert und das Magazin unter Gefechtsbedingungen sehr umständlich zu laden), wurde es zum DPM weiterentwickelt, welches 1944 eingeführt wurde.

## Funktion
Das DP ist ein zuschießender Gasdrucklader mit Stützklappenverschluss. Der Gaskolben betätigt den Schlagbolzen, der dann wiederum die Verriegelungszapfen freigibt. Der Lauf ist mit Werkzeug auswechselbar. Ein Merkmal der Waffe ist das Tellermagazin, welches theoretisch 49 Patronen 7,62 × 54 mm R fasst. In der Praxis wurde es nur mit 47 Patronen befüllt, um Ladehemmungen zu vermeiden. Das DP hatte einen Gewehrkolben.
Die Schließfeder befand sich unter dem Lauf und umschloss den Gaskolben. Sie wurde schnell heiß und hatte damit keine lange Lebensdauer. Geändert wurde das mit dem DPM.

## Varianten

### DPM

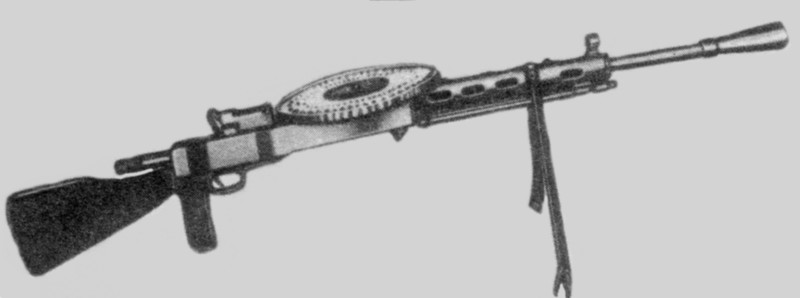
DPM

Das ab 1944 eingeführte DPM war mit einem Pistolengriff ausgerüstet und die Schließfeder wurde in ein separates Gehäuse über dem Kolben hinter den Verschluss verlegt.
Außerdem wurde das Gewehr mit einem schwereren Lauf ausgestattet.

### DA
Flugzeug-Bord-MG DA (A für awiazionny) als Selbstverteidigungswaffe von Bombern.

### DT

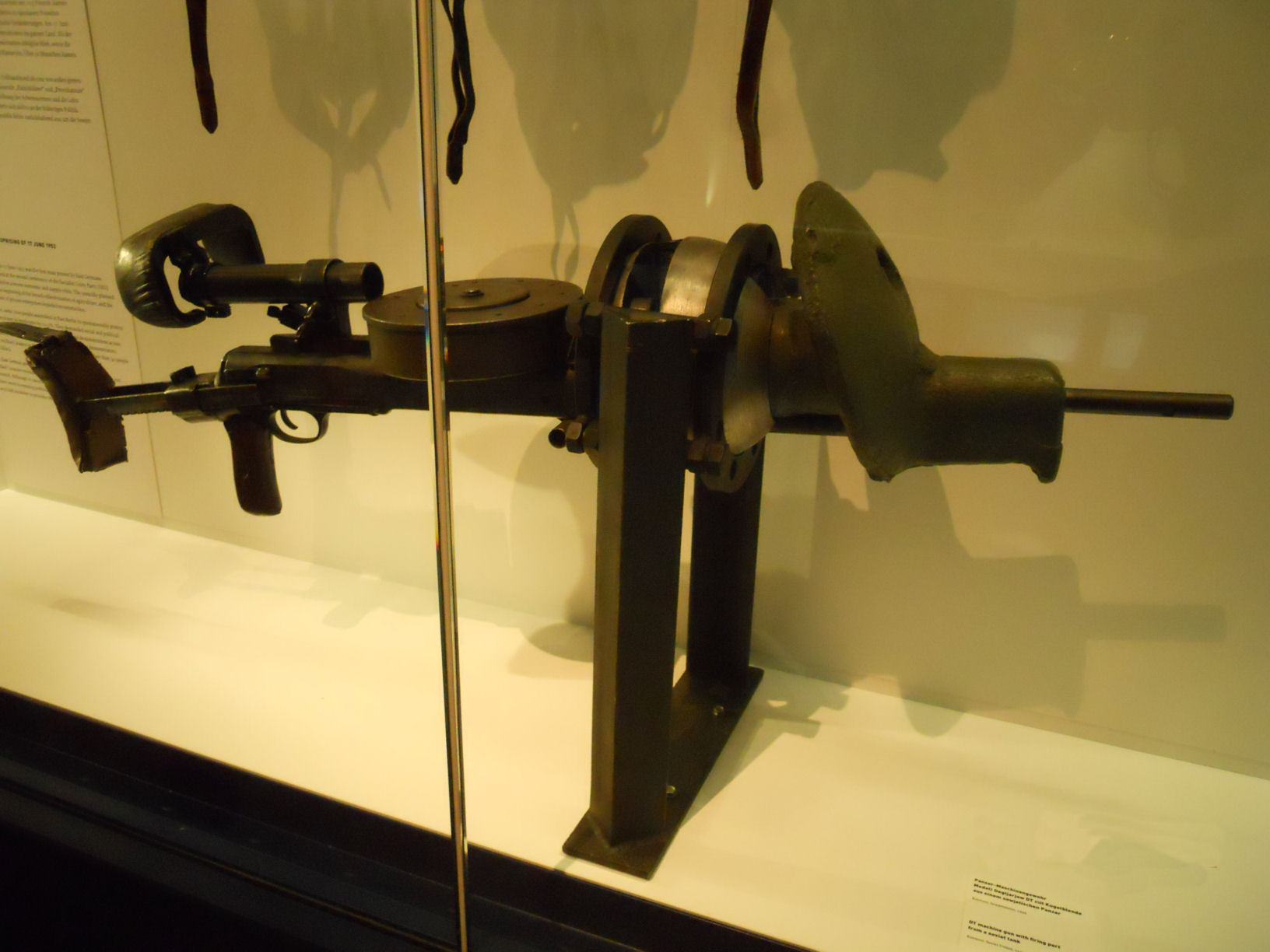
DT mit Kugelblende

Die DT-Version (T für tankowoj) verfügte über einen massiveren Lauf und ein Diopter-Visier. Der perforierte Laufmantel fiel weg. Die Magazine hatten ein höheres Fassungsvermögen von 63 Schuss in drei Lagen und wurden auch im DA verwendet. Zusammen mit einer Kugelblende kam es in den meisten sowjetischen Panzern zum Einsatz.

### DTM
Das DTM war die Panzer-MG-Variante des DPM. Es wurde als starres Bug-MG und als koaxiales Turm-MG in den T-44 sowie als bewegliches Bug-MG, bewegliches Turmheck-MG und Koaxial-MG in den IS-II eingebaut.

### RP-46

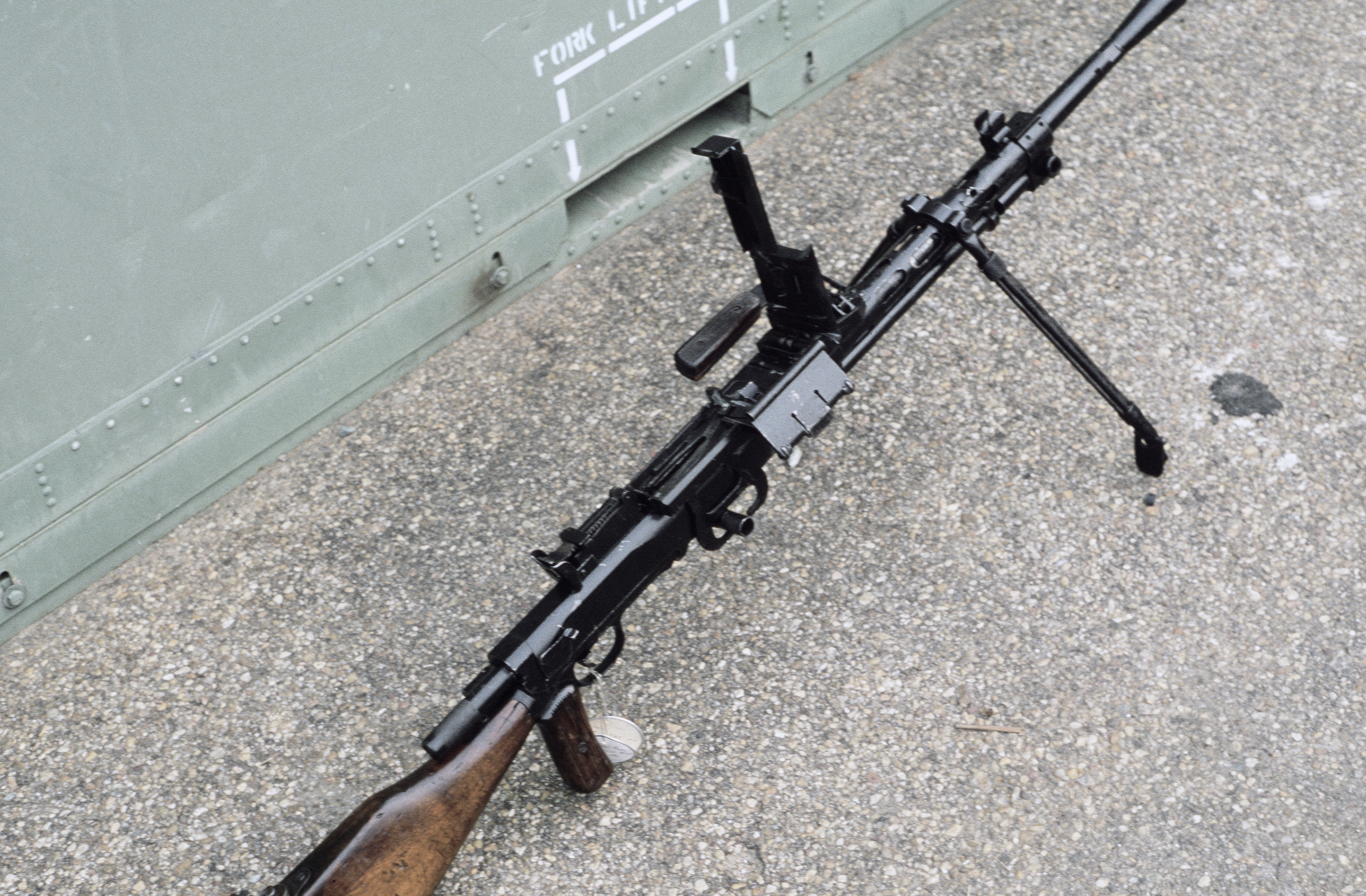
RP-46

Das RP-46 (russisch ротный пулемет образца 1946 года, Transkription: Rotny pulemjot obrasza 1946 goda, deutsch: Kompaniemaschinengewehr Modell 1946) war eine Weiterentwicklung des DPM. Degtjarjow verstärkte den Lauf, um längeres Dauerfeuer zu ermöglichen, änderte den Gaskanal, der nun in drei Stufen verstellbar war und konstruierte die Munitionszufuhr um. In die Aufnahme des Tellermagazins wurde ein Gurtführungsmechanismus eingesetzt, der gegen die alten Tellermagazine ausgetauscht werden konnte, so dass das RP-46 Munition sowohl mit Tellermagazinen als auch mit Metalldauergurten zuführen konnte. Die Standard-Gurte für die sowjetische Gewehrpatrone 7,62 × 54 mm R, die so auch in anderen MGs verwendet wurden, fassten 200 oder 250 Schuss.
Das RD-46 wurde in China als Typ 58 in Lizenz gebaut.

### MG 120 (r)
Als MG 120 (r) wurden von der Wehrmacht erbeutete DP bezeichnet. Wenige wurde auf das deutsche Kaliber 7,92 × 57 mm aptiert.

## Nachfolger
Das DP wurde durch das RPD und das RP-46 abgelöst. Das RP-46 bildete den Abschluss des Waffensystems, dem nunmehr die Munition durch Patronengurte zugeführt wurde.

## Trivia
Im Englischen gibt es wohl die von der Roten Armee übernommene Bezeichnung „Plattenspieler“ (russisch proigryvatel').
In Finnland wurde die 9000 Mal erbeutete Waffe „Emma“ bezeichnet, nach einem bekannten Walzer aus den 1930er-Jahren und der Ähnlichkeit vom Trommelstock mit einer Schallplatte.